# Friedrich-Wilhelm Müller
Pour les articles homonymes, voir Friedrich Müller et Müller.
Friedrich-Wilhelm Müller (29 août 1897 à Barmen - 20 mai 1947 à Athènes) est un General der Infanterie allemand au sein de la Heer dans la Wehrmacht au cours de la Seconde Guerre mondiale, et criminel de guerre : surnommé le « boucher de la Crète », il est condamné à mort par un tribunal grec après guerre et fusillé.

## Biographie

### Pré-guerre et début de guerre
En 1915, Müller rejoint le 2e régiment de grenadiers. Il devient Leutnant (second lieutenant) dans le 266e régiment en 1915. En 1936, il devient Major dans l'armée allemande, et en 1940, il est Oberstleutnant (lieutenant-colonel) et commandant du 105e régiment d'infanterie. Il reçoit la croix de chevalier de la croix de fer en 1941 et obtient les feuilles de chêne en 1942 pour les opérations en Russie.

### Crète
En août 1942, Friedrich-Wilhelm Müller est promu Generalmajor et prend le commandement de la 22. Infanterie-Division, qui est transférée du front de l'Est à la garnison de la Crète occupée (Festung Kreta, la « forteresse Crète »). 
En Crète, Müller va devenir tristement célèbre pour sa brutalité. Il est responsable de nombreuses atrocités commises sur l'île comme l'Holocauste de Viannos, la destruction d'Anógia et des villages de Kédros d'Amari, l'exécution de civils à Damasta, etc., recevant le surnom de Boucher de Crète. Durant l'automne  1943, il dirige les forces allemandes dans leur victoire sur les forces italo-britanniques lors de la campagne du Dodécanèse. Le 13 août 1944, il remplace Bruno Bräuer en tant que commandant de Crète.
En 1945, Müller commande la 4e armée sur le front de l'Est. La 4e armée avait déjà été décimée par les combats dans la poche d'Heiligenbeil lorsqu'il en prend le commandement. Müller termine la guerre en province de Prusse-Orientale avant d'être capturé par les Soviétiques.
En 1946, il est jugé par un tribunal grec à Athènes pour les massacres d'otages pour représailles. Il est condamné à mort le 9 décembre 1946 et fusillé le 20 mai 1947, avec l'ancien général Bruno Bräuer, à la date anniversaire de l'invasion allemande de la Crète.

### Ill Met by Moonligh
Le plan original du Special Operations Executive (SOE), comme Stanley W. Moss le décrit dans son livre Ill Met by Moonlight adapté plus tard au cinéma, était de capturer Müller, le commandant de la Division Sebastopol. Il fut cependant remplacé par le général Heinrich Kreipe. Le SOE crut que Müller avait quitté la Crète, alors qu'il remplaçait Bräuer à La Canée en tant que commandant de l'île. L'opération a néanmoins été menée à bien, le SOE concluant qu'un général allemand capturé en valait bien un autre.

## Décorations
- Croix de fer (1914)
  - 2e classe
  - 1re classe
- Croix de chevalier de l'ordre royal de Hohenzollern avec glaives
- Insigne des blessés
  - en argent
- Insigne de combat d'infanterie
- Plaque de bras Crimée
- Ordre du Mérite militaire (Bulgarie)
- Croix allemande en or (18 juin 1943)
- Agrafe de la croix de fer (1939)
  - 2e classe
  - 1re classe
- Croix de chevalier de la croix de fer avec feuilles de chêne et glaives
  - Croix de chevalier le  22 septembre 1941 en tant que Oberstleutnant et commandant du Infanterie-Regiment 105[3]
  - 86e feuilles de chêne le 8 avril 1942 en tant que Oberst et commandant du Infanterie-Regiment 105[3]
  - 128e glaives le 27 janvier 1945 en tant que  General der Infanterie et commandant du LXVIII. Armeekorps[3]
- Mentionné 4 fois dans le bulletin quotidien radiophonique de l'Armée Wehrmachtbericht